# Even in Exile
Even in Exile é o segundo álbum de estúdio do cantor e compositor James Dean Bradfield, vocalista da banda de rock Manic Street Preachers. Lançado em agosto de 2020, reuniu composições feitas em parceria com o poeta Patrick Jones sobre a vida e obra do músico chileno Victor Jara. O disco foi produzido por Dave Eringa, Loz Williams e Gavin Fitzjohn e recebeu aclamação da mídia especializada.

## Faixas
Todas as letras por Patrick Jones e toda música por James Dean Bradfield, exceto onde anotado.
| N.º            | Título                                    | Letras         | Duração |  |
| 1.             | "Recuerda"                                |                | 3:54    |  |
| 2.             | "The Boy from the Plantation"             |                | 3:53    |  |
| 3.             | "There'll Come a War"                     |                | 4:38    |  |
| 4.             | "Seeking the Room with the Three Windows" |                | 4:05    |  |
| 5.             | "Thirty Thousand Milk Bottles"            |                | 4:34    |  |
| 6.             | "Under the Mimosa Tree"                   |                | 4:34    |  |
| 7.             | "From the Hands of Violeta"               |                | 5:26    |  |
| 8.             | "Without Knowing the End (Joan's Song)"   |                | 3:11    |  |
| 9.             | "La Partida"                              |                | 4:05    |  |
| 10.            | "The Last Song"                           |                | 5:16    |  |
| 11.            | "Santiago Sunrise"                        |                | 4:44    |  |
| Duração total: | Duração total:                            | Duração total: | 48:20   |  |